# Балог Адріан Степанович

Скульптура «Козацька пісня» у парку (Седнів)

Адріан Степанович Балог (нар. 7 грудня 1975, Ужгород) — український скульптор і педагог. Завідувач кафедрою скульптури у Національній академії образотворчого мистецтва і архітектури з 2019 року.

## Життєпис
У 1996 році закінчив Ужгородське училище прикладного мистецтва ім. А. Ерделі. Продовжив навчання у Національній академії образотворчого мистецтва і архітектури, де працює викладачем з 2007 року.
Працює у жанрі монументальної пластики. Є членом Національної спілки художників України, а у 2013 році отримав звання Заслуженого художника України.
Автор:
- скульптури «Козацька пісня» у парку (Седнів)[2]
- пам'ятника Тарасу Шевченко біля садиби Лізогубів (Седнів)[3]
- пам'ятного знаку Герою України Олексі Гірнику на Чернечій горі у Каневі (2009);
- скульптури «Єдність» у парку Мирному атому по вул. Чкалова у Бучі.
- скульптури «Муза астрономії» на алеі мистецтв на Оболоні в Києві[4];
- пам'ятного знаку Михайлу Булгакову в Бучі (2011).[5]
- памятника Адальберту Ерделі у селі Климовиця (2018)[6]

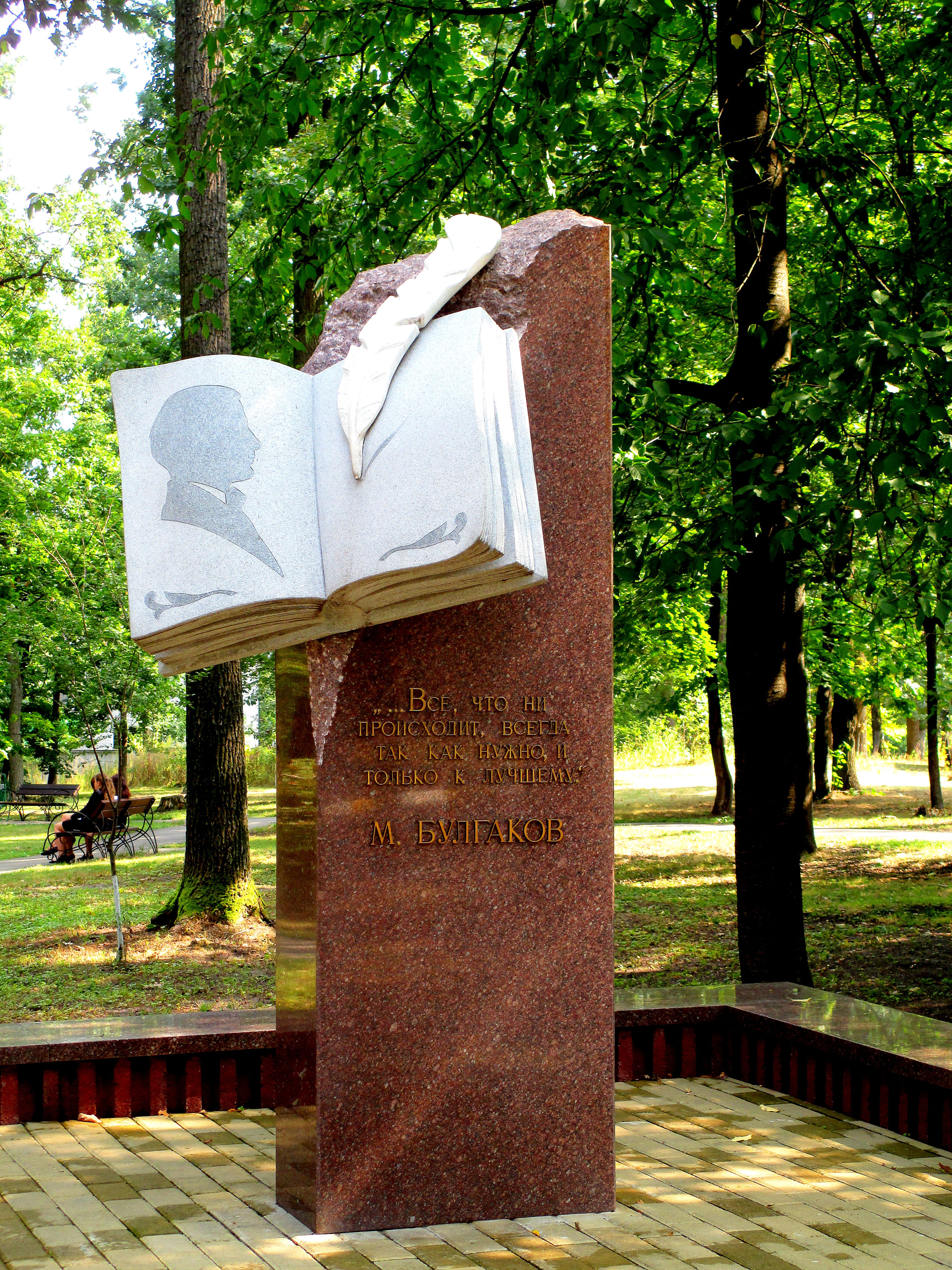
Пам'ятник на території садиби родини Булгакових, Буча.jpg